# Hyundai Creta
La Hyundai Creta (in coreano: 현대 크레타), nota anche come Hyundai ix25, è un crossover prodotto dalla casa automobilistica sud coreana Hyundai Motor Company a partire dal 2014.

## Descrizione
Inizialmente destinata al solo mercato indiano, la Creta è stata in seguito messa in commercio in Cina e Russia. 
La vettura è stata anticipata da un concept car presentato al salone di Pechino nell'aprile 2014.
La versione definitiva per la produzione in serie ha debuttato a Chengdu nell'agosto 2014, ed è stata messa in vendita in Cina due mesi dopo.

## Seconda serie
La seconda generazione è stata presentata durante il salone di Shanghai ad aprile 2019 ed è stata messa in commercio ad agosto.

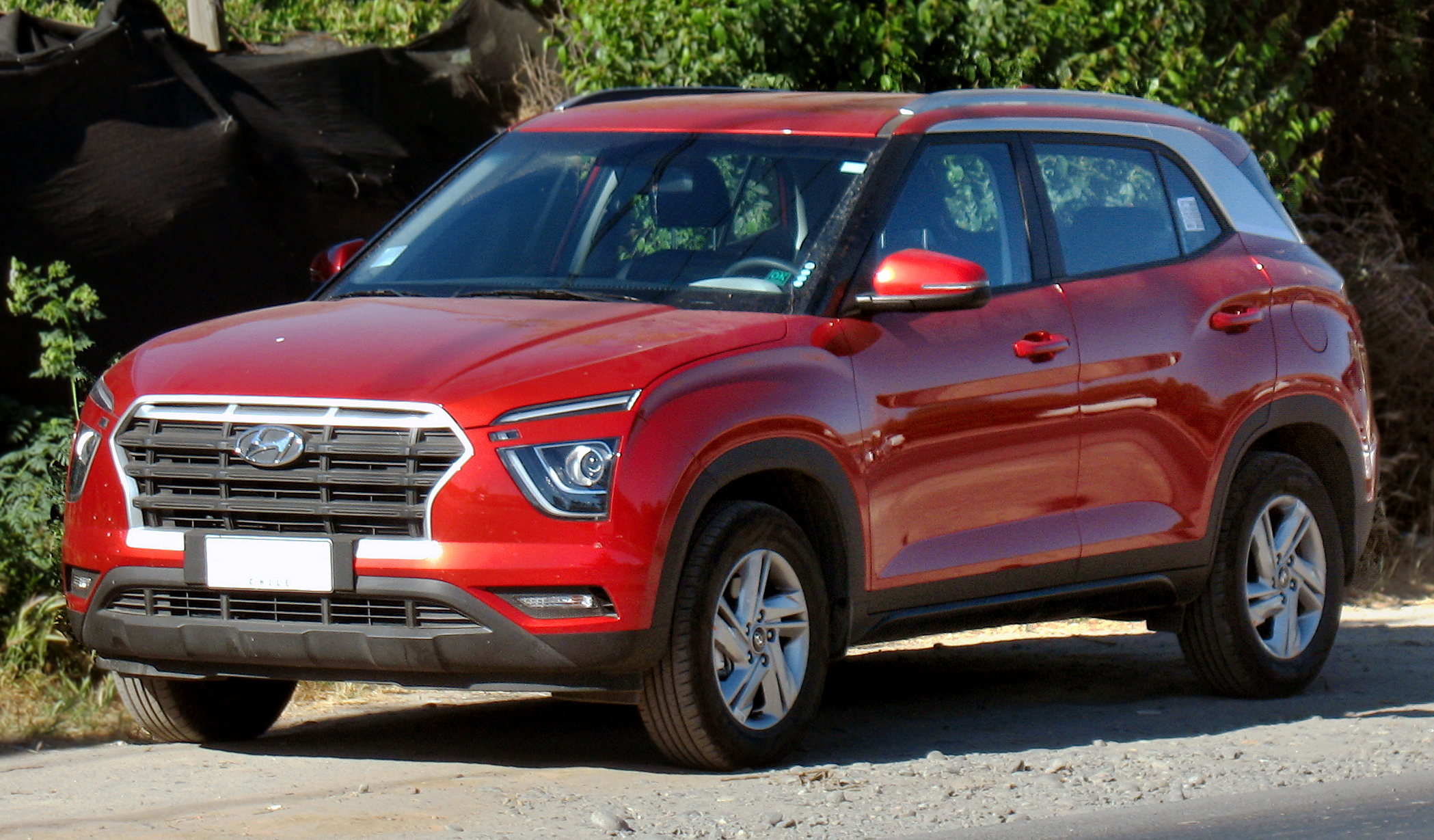
Hyundai Creta di seconda generazione